# 1957 no desporto

## Automobilismo
- 4 de agosto - Juan Manuel Fangio vence o GP da Alemanha, em Nürburgring, e conquista seu quinto e último título mundial na Fórmula 1 com duas provas de antecedência.[1]

## Xadrez
- 30 de novembro a 16 de dezembro - Torneio de xadrez de Dallas de 1957, vencido por Svetozar Gligorić.[2]

## Nascimentos
| Data            | Nome                  | Profissão                                  | Nacionalidade                         | Observações | Ref   |
| --------------- | --------------------- | ------------------------------------------ | ------------------------------------- | ----------- | ----- |
| 1 de janeiro    | Ramaz Shengelia       | futebolista                                | Geórgia (atual) · União Soviética     | m. 2012     | [ 3 ] |
| 2 de janeiro    | Beppe Gabbiani        | piloto de Fórmula 1                        | Itália                                |             |       |
| 11 de janeiro   | Reinaldo              | futebolista                                | Brasil                                |             |       |
| 11 de janeiro   | Bryan Robson          | futebolista                                | Inglaterra                            |             |       |
| 24 de janeiro   | José Recio            | ciclista                                   | Espanha                               |             |       |
| 29 de janeiro   | Manuela Groß          | patinadora artística                       | Alemanha Oriental                     |             |       |
| 1 de fevereiro  | Walter Schachner      | futebolista                                | Áustria                               |             |       |
| 3 de fevereiro  | Chico Serra           | piloto de Fórmula 1                        | Brasil                                |             |       |
| 9 de fevereiro  | Gordon Strachan       | jogador e treinador de futebol             | Escócia                               |             |       |
| 18 de fevereiro | Marita Koch           | atleta, velocista                          | Alemanha Oriental                     |             |       |
| 23 de fevereiro | Viktor Markin         | atleta, velocista                          | Rússia (atual) · União Soviética      |             |       |
| 24 de fevereiro | Rafael Gordillo       | futebolista e dirigente desportivo         | Espanha                               |             |       |
| 28 de fevereiro | Jan Ceulemans         | futebolista                                | Bélgica                               |             |       |
| 12 de março     | Patrick Battiston     | futebolista                                | França                                |             |       |
| 15 de março     | Víctor Muñoz          | jogador e treinador de futebol             | Espanha                               |             |       |
| 6 de abril      | Maurizio Damilano     | atleta, marchador                          | Itália                                |             |       |
| 9 de abril      | Severiano Ballesteros | golfista                                   | Espanha                               | m. 2011     | [ 4 ] |
| 15 de abril     | Evelyn Ashford        | atleta, velocista                          | Estados Unidos                        |             |       |
| 24 de abril     | Stoycho Mladenov      | futebolista                                | Bulgária                              |             |       |
| 16 de maio      | Joan Benoit           | atleta, maratonista                        | Estados Unidos                        |             |       |
| 27 de maio      | Bruce Furniss         | nadador                                    | Estados Unidos                        |             |       |
| 28 de maio      | Susanna Driano        | patinadora artística                       | Itália                                |             |       |
| 29 de maio      | Bobby Hamilton        | automobilista e empresário desportivo      | Estados Unidos                        | m. 2007     | [ 5 ] |
| 10 de junho     | Andrei Bukin          | patinador artístico                        | Rússia (atual) · União Soviética      |             |       |
| 12 de junho     | Rômulo Arantes        | nadador                                    | Brasil                                | m. 2000     | [ 6 ] |
| 13 de junho     | Rinat Dasayev         | futebolista                                | União Soviética · Rússia              |             |       |
| 16 de junho     | Adri van Tiggelen     | futebolista                                | Países Baixos                         |             |       |
| 18 de junho     | Luiz Carlos Barbieri  | treinador de futebol                       | Brasil                                |             |       |
| 27 de junho     | Gabriella Dorio       | atleta, meio-fundista                      | Itália                                |             |       |
| 5 de julho      | Carlo Thränhardt      | atleta, saltador em altura                 | Alemanha (atual) · Alemanha Oriental  |             |       |
| 13 de julho     | Thierry Boutsen       | piloto de Fórmula 1                        | Bélgica                               |             |       |
| 22 de julho     | David Santee          | patinador artístico                        | Estados Unidos                        |             |       |
| 29 de julho     | Nellie Kim            | ginasta                                    | Cazaquistão · União Soviética         |             |       |
| 30 de julho     | Nery Pumpido          | futebolista                                | Argentina                             |             |       |
| 6 de agosto     | Lyubov Gurina         | atleta, meio-fundista                      | Rússia · União Soviética              |             |       |
| 7 de agosto     | Alexander Dityatin    | ginasta                                    | União Soviética · Rússia              |             |       |
| 17 de agosto    | Robin Cousins         | patinador artístico                        | Reino Unido                           |             |       |
| 18 de agosto    | Javier Moracho        | atleta, barreirista                        | Espanha                               |             |       |
| 2 de setembro   | Pepê                  | esportista, músico e empresário brasileiro | Brazil                                | m. 1991     | [ 7 ] |
| 11 de setembro  | Preben Elkjær Larsen  | futebolista                                | Dinamarca                             |             |       |
| 13 de setembro  | Judy Blumberg         | patinadora artística                       | Estados Unidos                        |             |       |
| 16 de setembro  | Keith Connor          | atleta, saltador triplo                    | Reino Unido                           |             |       |
| 26 de setembro  | Klaus Augenthaler     | jogador e treinador de futebol             | Alemanha (atual) · Alemanha Ocidental |             |       |
| 29 de setembro  | Harald Schmid         | atleta, barreirista                        | Alemanha (atual) · Alemanha Ocidental |             |       |
| 4 de outubro    | Alexander Tkachev     | ginasta                                    | Bulgária                              |             |       |
| 6 de outubro    | Bruce Grobbelaar      | futebolista                                | Zimbabwe                              |             |       |
| 7 de outubro    | Jayne Torvill         | patinadora artística                       | Reino Unido                           |             |       |
| 8 de outubro    | Antonio Cabrini       | futebolista                                | Itália                                |             |       |
| 9 de outubro    | Vitaliy Daraselia     | futebolista                                | Geórgia (atual) · União Soviética     | m. 1982     | [ 8 ] |
| 27 de outubro   | Glenn Hoddle          | jogador e treinador de futebol             | Inglaterra                            |             |       |
| 20 de novembro  | Stefan Bellof         | piloto de Fórmula 1                        | Alemanha (autal) · Alemanha Ocidental | m. 1985     | [ 9 ] |
| 27 de novembro  | Kenny Acheson         | piloto de Fórmula 1                        | Reino Unido                           |             |       |
| 4 de dezembro   | Raul Boesel           | piloto de automobilismo                    | Brasil                                |             |       |
| 6 de dezembro   | Luis Mariano Delís    | atleta, lançador de disco                  | Cuba                                  |             |       |
| 30 de dezembro  | Larri Passos          | técnico e tenista                          | Brasil                                |             |       |

## Mortes
| Data          | Nome                | Profissão                  | Nacionalidade                 | Observações | Ref |
| ------------- | ------------------- | -------------------------- | ----------------------------- | ----------- | --- |
| 20 de janeiro | James Connolly      | atleta                     | Estados Unidos                | n. 1868     |     |
| 14 de março   | Eugenio Castellotti | automobilista              | Itália                        | n. 1930     |     |
| 26 de abril   | Gichin Funakoshi    | criador do Karate Shotokan | Japão                         | n. 1868     |     |
| 12 de maio    | Alfonso de Portago  | automobilista              | Espanha · Reino Unido (nasc.) | n. 1928     |     |
| 10 de julho   | Walter Jakobsson    | patinador artístico        | Finlândia                     | n. 1882     |     |